# Kígyó-szigeti csata
A Kígyó-szigeti csata 2022. február 24. és június 30. között zajlott a Fekete-tengeri Kígyó-szigeten Ukrajna 2022-es orosz inváziója során. A konfliktus kezdetén a szigetet az orosz haditengerészet elfoglalta, de 2022 júniusának végére Ukrajna visszaszerezte az ellenőrzést a sziget fölött.

## Háttér

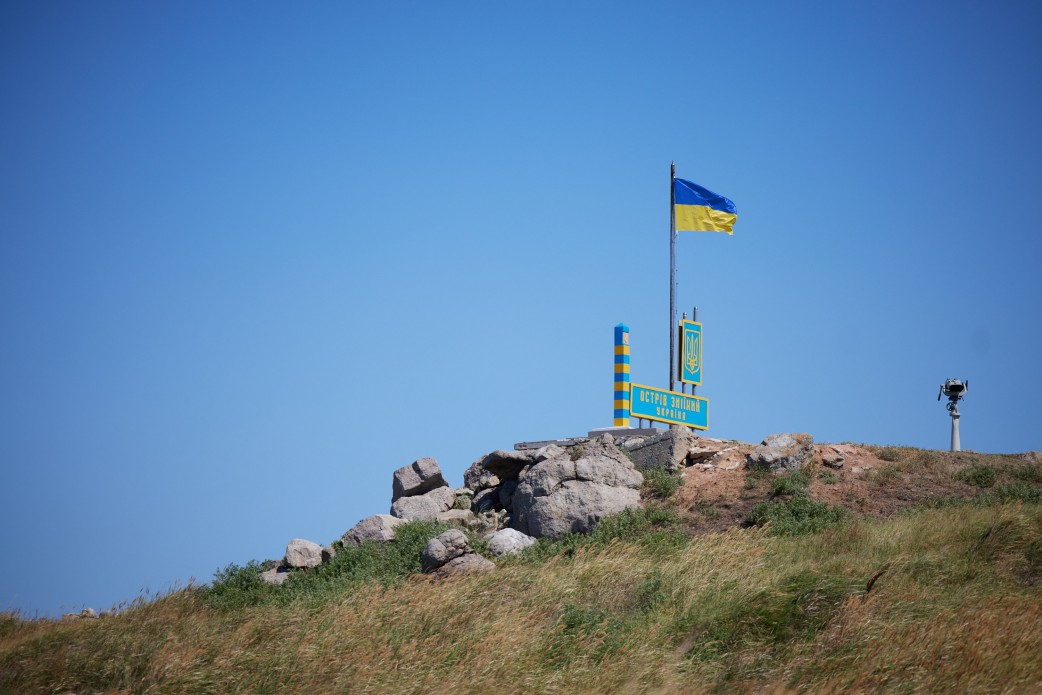
Ukrajna zászlaját 2021 augusztusában tűzték ki a Kígyó-szigeten

A Kígyó-sziget egy kis sziklás sziget Ukrajna déli partjainál a Fekete-tengerben, közel a Duna torkolatához. A mindössze 17 hektáros földdarab lakatlan, és rajta gazdasági tevékenység sem folyik. A sziget stratégiai jelentősége abban áll, hogy birtoklása megkönnyíti a Fekete-tenger északnyugati medencéjében húzódó hajózási utvonalak ellenőrzését. A sziget közvetlen közelében húzódik az Odesszát a Boszporusszal összekötő hajózási útvonal, itt haladnak el a Dunáról a Fekete-tengerre haladó hajók, és a sziget közelében van a romániai Sulina kikötőváros, valamint a román légierő Mihail Kogălniceanuról elnevezett bázisa, amely a Fekete-tenger nyugati partján állomásozó amerikai csapatok főhadiszállásának ad otthont.

## Támadás
2022. február 24-én Oroszország inváziót indított Ukrajna ellen. Aznap az Ukrán Államhatárőrség jelentette, hogy a Kígyó-szigetet két közeledő „célpont” – a Moszkva cirkáló és a Vaszilij Bikov őrhajó – fenyegeti.
Az interneten széles körben megosztott, és később az ukrán kormány által is hitelesített hangfelvétel szerint a szigethez érkező orosz hadihajók rádiókapcsolatba léptek a szigeten állomásozó ukrán határőrökkel és tengerészgyalogosokkal. Az önmagát csak „orosz hadihajó” néven azonosító rádiókezelő felszólította a védőket, hogy adják meg magukat „megelőzendő a vérontást”. Az ukrán oldal rádiósa, Roman Hribov határőr – orosz nyelven – az azóta szállóigévé vált „Orosz hadihajó, húzz a faszba!” (oroszul: Русский военный корабль, иди нахуй!, magyar átírásban: Russzkij vojennij korabl, igyi nahuj!) választ adta.
Az orosz fél még egy kísérletet tett arra, hogy rábeszélje a védőket a megadásra, de miután erre nem került sor, a két hajó fedélzeti ágyúiból tüzet nyitott és szétlőtte a szigeten található objektumokat. A tüzérségi támadás után egy Szu–24-es bombázó is csapást mért a szigetre. Az ukrán haditengerészet beszámolója szerint a szigeten egyetlen épület sem maradt épségben.

## Reakció

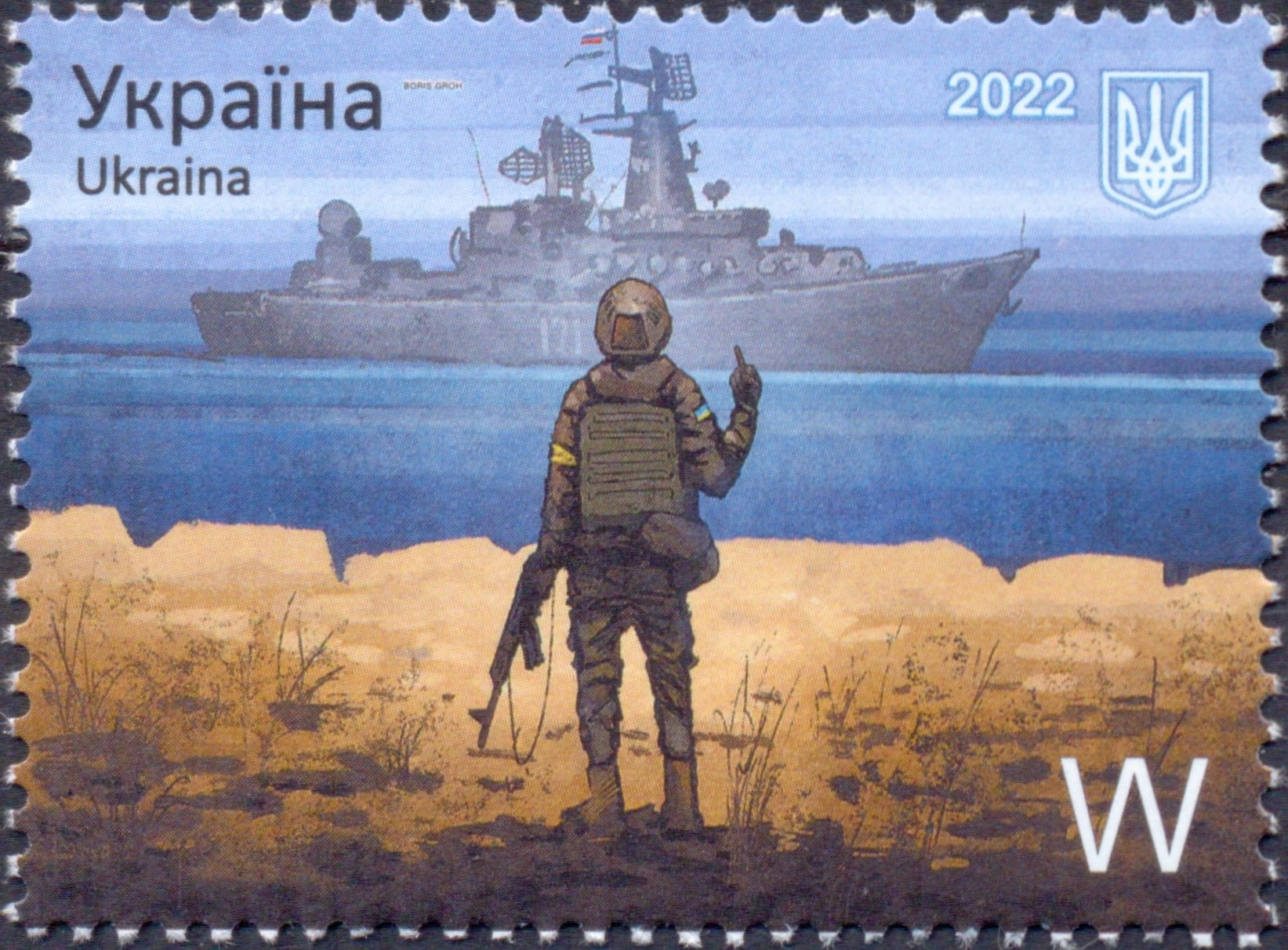
Ukrán postabélyeg, amely az ukrán határőrök helytállására emlékezik

Az ukrán határőrök dacos válasza („Orosz hadihajó, menj a faszba!”) gyorsan elterjedt, és a mondat az ukránok és támogatóik felkiáltása lett szerte a világon. A The Week amerikai hírmagazin ezt a kifejezést a 19. századi Texasi Köztársaságból származó „Emlékezz az Alamóra” kifejezéshez hasonlította.
A támadás napján Zelenszkij bejelentette, hogy mind a tizenhárom határőr, akiről akkor feltételezték, hogy meghaltak posztumusz megkapja az Ukrajna Hőse címet, ami a legmagasabb ukrán katonai kitüntetés. Pár nappal később tisztázódott, hogy a szigetet védők megadták magukat, és fogságba kerültek, ahonnan fogolycserével szabadultak. Egy részük, kb. húszan, már március végén, a többiek pedig 2024. első napjain.

## Fordítás
- Ez a szócikk részben vagy egészben  az   Attack on Snake Island című angol Wikipédia-szócikk fordításán alapul.  Az eredeti cikk szerkesztőit annak laptörténete sorolja fel. Ez a jelzés csupán a megfogalmazás eredetét és a szerzői jogokat jelzi, nem szolgál a cikkben szereplő információk forrásmegjelöléseként.